# スーパーロボット大戦OG -ディバイン・ウォーズ-
『スーパーロボット大戦OG -ディバイン・ウォーズ-』（スーパーロボットたいせんオージー ディバイン・ウォーズ）は、2006年10月4日から2007年3月28日までテレビ東京系列で放送されたテレビアニメ。

## 作品概要
バンプレストから発売されたGBA用ゲームソフト『スーパーロボット大戦ORIGINAL GENERATION』（以後『OG1』）をベースとした作品。群像劇であった『OG1』を主人公のリュウセイ視点で練り直したうえで、コメディ要素をほとんど排除し、シリアスなリアルロボットアニメといった作風になっている。登場するロボットは3DCGで描かれている。『OG1』には未登場で『OG2』から登場するキャラクターや当時のOGシリーズには未登場だったキャラクターも一部登場している。
テレビ放送は第25話をもって終了したが、第26話がDVD最終巻に収録されている。2007年2月23日からDVDが発売され、奇数巻のみ通常版のほかに彩色済みアクションフィギュアが同梱されたLimited Editionが発売された。
本作の放送が開始された2006年には、『OG1』のPS2への移植作『スーパーロボット大戦OG ORIGINAL GENERATIONS』（以後『OGS』）の発売が予定されていたが、その後放送中の2007年1月25日に延期された後に無期延期となり、3月末に放送された最終話のCMで同年6月28日に発売されることが告知された。
後に『OG1』の続編であるGBA用ゲームソフト『スーパーロボット大戦ORIGINAL GENERATION2』も『スーパーロボット大戦OG -ジ・インスペクター-』としてテレビアニメ化されている。

## あらすじ
大人気シミュレーションゲーム「バーニングPT」全国大会の決勝で完膚なきまでに惨敗を喫したリュウセイ・ダテは、突然謎のロボットの襲撃を受けてしまう。幼馴染みのクスハ・ミズハを守るために軍のトラックに積んであったロボットで戦うことを決意、それが地球の命運を担う戦いの始まりだった。

## 登場人物
設定はバンプレストオリジナルのキャラクター一覧参照。OVAに登場しなかったシャイン王女、OG1内で死亡したテンザン、テンペストらに声が初めて付いた。
SRXチーム
- リュウセイ・ダテ：三木眞一郎
- ライディース・F・ブランシュタイン：置鮎龍太郎
- アヤ・コバヤシ：冬馬由美
- イングラム・プリスケン：古澤徹

ATXチーム
- キョウスケ・ナンブ：森川智之
- エクセレン・ブロウニング：水谷優子
- ブルックリン・ラックフィールド：杉田智和

ハガネ
- ダイテツ・ミナセ：柴田秀勝
- テツヤ・オノデラ：堀川仁
- エイタ・ナダカ：田中大文
- リオ・メイロン：夏樹リオ
- イルムガルト・カザハラ：堀内賢雄
- ラトゥーニ・スゥボータ：平井理子
- ジャーダ・ベネルディ：奥田啓人
- ガーネット・サンディ：佐久間紅美
- クスハ・ミズハ：高橋美佳子
- リョウト・ヒカワ：小林由美子
- ギリアム・イェーガー：田中秀幸

ヒリュウ改
- レフィーナ・エンフィールド：岩男潤子
- ショーン・ウェブリー：田中完
- ユン・ヒョジン：河原木志穂
- カチーナ・タラスク：矢口アサミ
- ラッセル・バーグマン：青木崇
- タスク・シングウジ：山口勝平

連邦その他
- レイカー・ランドルフ：清川元夢
- サカエ・タカナカ：鈴木琢磨
- ハンス・ヴィーパー：枡谷裕
- カイ・キタムラ：西前忠久
- ハルマ・キド：中多和宏
- カーク・ハミル：風間勇刀
- ロバート・ハジメ・オオミヤ：桐本琢也
- ケンゾウ・コバヤシ：麦人
- ノーマン・スレイ：大林隆介
- カール・シュトレーゼマン：亀井三郎
- アルバート・グレイ：をはり万造
- ニブハル・ムブハル：石井康嗣

ディバイン・クルセイダーズ
- ビアン・ゾルダーク：飯塚昭三
- シュウ・シラカワ：子安武人
- アードラー・コッホ：山下啓介
- エルザム・V・ブランシュタイン：稲田徹
- テンペスト・ホーカー：中博史
- トーマス・プラット：宇垣秀成
- テンザン・ナカジマ：川津泰彦
- アイビス・ダグラス：渡辺明乃
- ツグミ・タカクラ：長谷川知子
- スレイ・プレスティ：長沢美樹

コロニー統合軍
- マイヤー・V・ブランシュタイン：若本規夫
- リリー・ユンカース：吉田美保
- ゼンガー・ゾンボルト：小野健一
- ユーリア・ハインケル：手塚ちはる
- レオナ・ガーシュタイン：榊原ゆい

エアロゲイター
- レビ・トーラー：折笠愛
- アタッド・シャムラン：中澤やよい
- ヴィレッタ・バディム：田中敦子

その他
- マサキ・アンドー：緑川光
- シロ：折笠愛
- クロ：佐久間レイ
- リューネ・ゾルダーク：日高奈留美
- ラーダ・バイラバン：佐久間レイ
- シャイン・ハウゼン：貝原怜奈
- ジョイス・ルダール：平野俊隆
- ユキコ・ダテ：佐久間レイ
- ソフィア・ネート：土井美加
- 仮面の男：乃村健次
- クォヴレー・ゴードン：泰勇気

## スタッフ
- 原作 - SRプロデュースチーム
- 監督 - 角銅博之
- 監修・シリーズ構成 - 寺田貴信
- キャラクター原案 - 河野さち子（シー・ピー・トムズ）
- キャラクターデザイン - 池田裕治
- セットデザイン - コレサワシゲユキ
- メカニックデザイン - カトキハジメ、宮武一貴、大河原邦男、斉藤和衛、小野聖二、青木健太、大輪充、杉浦俊朗、藤井大誠、金丸仁、土屋英憲、守谷淳一
- 美術監督 - 加藤賢司
- 色彩設計 - 大槻浩司
- 撮影監督 - 水谷貴哉
- 編集 - 伊藤潤一
- 音響監督 - 高寺たけし
- 音楽 - 平野義久、鶴山尚史、花岡拓也
- プロデューサー - 森本浩二、東不可止、大澤信博
- アニメーションプロデューサー - 岩佐がく
- アニメーション制作 - OLM TEAM IWASA
- 製作 - SRWOG PROJECT

## 主題歌
オープニングテーマ
「Break Out」（第1話 - 第17話、第24 - 25話）
歌 - JAM Project / 作詞・作曲 - 影山ヒロノブ / 編曲 - 須藤賢一
「RISING FORCE」（第18話 - 第23話）
歌 - JAM Project / 作詞 - 奥井雅美 / 作曲 - 影山ヒロノブ / 編曲 - 菊田大介
エンディングテーマ
「Yell!」（第1話 - 第13話、第26話挿入歌）
作詞・作曲・歌 - 栗林みな実 / 編曲 - 飯塚昌明
「もう愛しかいらない」（第14話 - 第26話）
歌 - 美郷あき / 作詞 - 畑亜貴 / 作曲・編曲 - 黒須克彦
イメージソング
「Fight to the end〜聖戦〜」
歌 - JAM Project / 作詞 - 奥井雅美、きただにひろし / 作曲・編曲 - 河野陽吾

## 各話リスト
| 話数 | サブタイトル                   | 脚本                | 絵コンテ   | 演出       | 作画監督 |
| ---- | ------------------------------ | ------------------- | ---------- | ---------- | -------- |
| 1    | 鋼鉄の亡霊                     | 滝晃一              | 角銅博之   | 渡辺正彦   | 津熊健徳 |
| 2    | 目覚める念                     | 鈴木雅詞            | 角銅博之   | 浅見松雄   | 高瀬言   |
| 3    | 三人目の男                     | 植竹須美男          | 矢野博之   | 渡辺正彦   | 大籠之仁 |
| 4    | 災いの翼                       | 野中幸人            | 奥田誠治   | 牧野吉高   | 森川均   |
| 5    | 彼方よりの客                   | 寺田貴信            | 角銅博之   | 青柳宏宜   | 小山知洋 |
| 6    | 蒼い魔神                       | 寺田貴信            | 飯田馬之介 | 渡辺正彦   | 池上太郎 |
| 7    | ディバイン・クルセイダーズ     | 寺田貴信            | 桜井美知代 | 佐々木真哉 | 奈良岡光 |
| 8    | 鋼の方舟                       | 水上清資            | 奥田誠治   | 渡辺正彦   | 津熊健徳 |
| 9    | ハガネ発進                     | 砂山蔵澄            | 藤原良二   | 浅見松雄   | 高瀬言   |
| 10   | 風の魔装機神                   | 杉原研二            | 角銅博之   | 加藤茂     | 小峰正頼 |
| 11   | マサキの選択                   | 水上清資            | 桜井美知代 | 浅見松雄   | 森川均   |
| 12   | 罠                             | 砂山蔵澄            | 奥田誠治   | 渡辺正彦   | 小山知洋 |
| 13   | 決戦の予兆                     | 寺田貴信            | 藤原良二   | 浅見松雄   | 奈良岡光 |
| 14   | オペレーション・ブレイクアウト | 寺田貴信            | 飯田馬之介 | 斎藤徳明   | 池上太郎 |
| 15   | 天からの一撃                   | 杉原研二            | 藤原良二   | 浅見松雄   | 奈良岡光 |
| 16   | ビアンの遺言                   | 水上清資            | 角銅博之   | 渡辺正彦   | 津熊健徳 |
| 17   | リトル・プリンセス             | 砂山蔵澄            | 佐々木真哉 | 佐々木真哉 | 高瀬言   |
| 18   | リューネ、そしてヴァルシオーネ | 杉原研二            | 奥田誠治   | 深沢幸司   | 小山知洋 |
| 19   | 魔星、現る                     | 水上清資            | 藤原良二   | 浅見松雄   | 奈良岡光 |
| 20   | 落日のDC                       | 砂山蔵澄            | 奥田誠治   | 池上太郎   | 緒方厚   |
| 21   | 疑念                           | 寺田貴信            | 藤原良二   | 福島一三   | 森川均   |
| 22   | 裏切りの銃口                   | 寺田貴信            | 奥田誠治   | 渡辺正彦   | 津熊健徳 |
| 23   | 決別の日                       | 杉原研二            | 角銅博之   | 福島一三   | 高瀬言   |
| 24   | 集う力                         | 千住京太郎          | 斎藤徳明   | 斎藤徳明   | 小山知洋 |
| 25   | ディバイン・ウォーズ           | 千住京太郎          | 角銅博之   | 池上太郎   | 足立昌子 |
| 26   | それぞれの路                   | 千住京太郎 寺田貴信 | 角銅博之   | 渡辺正彦   | 池田裕治 |

## 放送局
| 放送地域       | 放送局         | 放送期間                       | 放送日時                                  |
| -------------- | -------------- | ------------------------------ | ----------------------------------------- |
| 関東広域圏     | テレビ東京     | 2006年10月4日 - 2007年3月28日  | 水曜 25時30分 - 26時00分                  |
| 愛知県         | テレビ愛知     | 2006年10月5日 - 2007年3月29日  | 木曜 26時28分 - 26時58分                  |
| 福岡県         | TVQ九州放送    | 2006年10月10日 - 2007年4月3日  | 火曜 26時23分 - 26時53分                  |
| 岡山県・香川県 | テレビせとうち | 2006年10月11日 - 2007年4月4日  | 水曜 25時28分 - 25時58分                  |
| 大阪府         | テレビ大阪     | 2006年10月11日 - 2007年4月4日  | 水曜 26時05分 - 26時35分                  |
| 北海道         | テレビ北海道   | 2006年10月17日 - 2007年4月10日 | 火曜 26時00分 - 26時30分                  |
| CS放送         | AT-X           | 2006年12月14日 - 2007年5月31日 | 木曜 13時30分 - 14時00分 （リピートあり） |

## コミック版
『スーパーロボット大戦OG -ディバイン・ウォーズ-』
『月刊コミック電撃大王』2006年10月号（2006年8月発売）より2009年9月号（2009年7月発売）まで連載。コミックス全6巻。作者は木村明広。
1. ISBN 978-4-8402-3788-8
2. ISBN 978-4-8402-3961-5
3. ISBN 978-4-8402-4101-4
4. ISBN 978-4-04-867148-4
5. ISBN 978-4-04-867631-1
6. ISBN 978-4-04-868111-7

『スーパーロボット大戦OG -ディバイン・ウォーズ- Record of ATX』
『電撃ホビーマガジン』2007年3月号（2007年1月発売）より2011年1月号（2010年11月発売）まで連載。コミックスは全5巻。作者は八房龍之助。
『OG1』の主人公の一人であったキョウスケの視点で『ディバイン・ウォーズ』を描いたサイドストーリー。2008年12月号（単行本2巻）にてコロニー統合軍との戦いを描いた第1部が完結。連載が好評だったことをうけ、2009年3月号（単行本3巻）からはそれ以降の展開を描く第2部が開始されている。第1部はハガネと合流しコロニー統合軍と決着をつけるなど『ディバイン・ウォーズ』に倣った展開だった（ただし、その展開はアニメと大幅に異なる）が、第2部からはゲーム版同様に、リュウセイ視点だった『ディバイン・ウォーズ』とは異なる独自のストーリーが展開されている。2011年2月号（2010年12月発売）からは続編『スーパーロボット大戦OG -ジ・インスペクター- Record of ATX』の連載が始まった。
1. 2007年12月17日発売 ISBN 978-4-8402-4155-7
2. 2008年12月17日発売 ISBN 978-4-04-867498-0
3. 2009年12月18日発売 ISBN 978-4-04-868295-4
4. 2010年9月27日発売 ISBN 978-4-04-868935-9
5. 2011年4月4日発売 ISBN 978-4-04-870391-8

## インターネットラジオ
スパロボOGネットラジオ うますぎWAVE

メインパーソナリティ：遠藤正明（歌手 JAM Project）/杉田智和（声優）
隔週出演：相沢舞（声優）/斉藤梨絵（声優）

## 関連商品

### ムック
電撃スパロボ!SP ディバイン・ウォーズ
2007年1月発売 メディアワークス ISBN 978-4-8402-3770-3

### CD
スーパーロボット大戦OG ディバイン・ウォーズ オリジナルサウンドトラック Vol.1
2006年12月21日発売 ランティス
スーパーロボット大戦OG ディバイン・ウォーズ オリジナルサウンドトラック Vol.2
2007年3月7日発売 ランティス